# Carsten-Peter Brodersen
Carsten-Peter Brodersen (* 18. Juli 1957 in Husum) ist ein deutscher Politiker (FDP). Bei der Landtagswahl in Schleswig-Holstein 2009 zog er über die Landesliste in den Landtag ein.

## Leben
Brodersen absolvierte von 1974 bis 1976 eine Ausbildung zum Groß- und Außenhandelskaufmann. Nach der Ausbildung leistete er seinen Wehrdienst bei der Marine und schloss eine weitere Ausbildung zum Landwirt an, die er 1979 beendete. Danach war er bis 1981 Verwalter eines landwirtschaftlichen Betriebes, während er gleichzeitig eine landwirtschaftliche Fachschule besuchte. Danach machte er die Fortbildung zum Meister und war seitdem auch selbstständiger Landwirt.
Brodersen war mehrere Jahre Gemeindevertreter. Von 2003 bis 2011 war er Kreisvorsitzender der FDP, bis er das Amt an Fabian Bolk verlor. Seit 2008 ist er auch Fraktionsvorsitzender der FDP im Kreistag Schleswig-Flensburg. Bei der Landtagswahl 2009 zog er über die Landesliste in den Landtag von Schleswig-Holstein ein. Dort war er Mitglied des Umwelt- und Agrarausschusses sowie des Nordschleswig- und des Friesen-Gremiums. Bei der Landtagswahl in Schleswig-Holstein 2012 verlor er sein Mandat.